# Grasski-Weltcup
Der Grasski-Weltcup ist ein vom Internationalen Skiverband (FIS) ausgetragener internationaler Wettbewerb im Grasskilauf, der seit dem Jahr 2000 alljährlich während der Sommermonate der nördlichen Hemisphäre ausgetragen wird. Bisher wurden Weltcuprennen in sechs Ländern durchgeführt. Der Großteil der Bewerbe findet in Europa statt (Italien, Tschechien, Österreich und Schweiz). Daneben gibt es regelmäßig Weltcupveranstaltungen in Dizin im Iran. Die ersten Weltcuprennen fanden im Mai 2000 in Bursa in der Türkei statt, danach war dieses Land aber nicht mehr im Weltcupkalender. Vor Einführung des Weltcups gab es seit 1971 den Grasski-Europacup, der in der Saison 2000 zum letzten Mal ausgetragen wurde.

## Gesamtsieger
Die erfolgreichsten Sportler im Grasski-Weltcup sind die Österreicherin Ingrid Hirschhofer und der Tscheche Jan Němec. Hirschhofer gewann von 2002 bis 2009 achtmal hintereinander den Gesamtweltcup, Němec konnte ihn von 2002 bis 2011 neunmal für sich entscheiden.
Folgende Tabelle listet die Gesamtsieger des Grasski-Weltcups auf.
| Saison | Herren          | Damen                 |
| ------ | --------------- | --------------------- |
| 2000   | Stefano Sartori | Sylva Lipčíková       |
| 2001   | Michal Mačát    | Sylva Lipčíková       |
| 2002   | Jan Němec       | Ingrid Hirschhofer    |
| 2003   | Jan Němec       | Ingrid Hirschhofer    |
| 2004   | Jan Němec       | Ingrid Hirschhofer    |
| 2005   | Jan Němec       | Ingrid Hirschhofer    |
| 2006   | Jan Němec       | Ingrid Hirschhofer    |
| 2007   | Jan Němec       | Ingrid Hirschhofer    |
| 2008   | Edoardo Frau    | Ingrid Hirschhofer    |
| 2009   | Jan Němec       | Ingrid Hirschhofer    |
| 2010   | Jan Němec       | Anna-Lena Büdenbender |
| 2011   | Jan Němec       | Zuzana Gardavská      |
| 2012   | Edoardo Frau    | Ilaria Sommavilla     |
| 2013   | Edoardo Frau    | Barbara Míková        |
| 2014   | Stefan Portmann | Kristin Hetfleisch    |
| 2015   | Stefan Portmann | Kristin Hetfleisch    |
| 2016   | Michael Stocker | Barbara Míková        |
| 2017   | Edoardo Frau    | Jacqueline Gerlach    |
| 2018   | Edoardo Frau    | Barbara Míková        |
| 2019   | Edoardo Frau    | Kristin Hetfleisch    |
| 2020   | Martin Bartak   | Jacqueline Gerlach    |
| 2021   | Martin Bartak   | Jacqueline Gerlach    |
| 2022   | Edoardo Frau    | Nikola Fricova        |
| 2023   | Martin Bartak   | Eliska Rejchrtova     |
| 2024   | Andrea Iori     | Eliska Rejchrtova     |

## Punktesystem

### Weltcuppunkte
Für Weltcuprennen werden Punkte an die besten 30 Läufer nach dem FIS-Punktesystem vergeben:
| Platz  | 1   | 2  | 3  | 4  | 5  | 6  | 7  | 8  | 9  | 10 | 11 | 12 | 13 | 14 | 15 | 16 | 17 | 18 | 19 | 20 | 21 | 22 | 23 | 24 | 25 | 26 | 27 | 28 | 29 | 30 |
| Punkte | 100 | 80 | 60 | 50 | 45 | 40 | 36 | 32 | 29 | 26 | 24 | 22 | 20 | 18 | 16 | 15 | 14 | 13 | 12 | 11 | 10 | 9  | 8  | 7  | 6  | 5  | 4  | 3  | 2  | 1  |

Aus diesen Punkten ergibt sich die Reihenfolge in den einzelnen Disziplinenwertungen.

### Bonuspunkte
Für die Weltcup-Gesamtwertung werden jedem Läufer, der Weltcuppunkte erzielen konnte und bei FIS-Rennen Bonuspunkte erhalten hat, diese Bonuspunkte gut geschrieben. Das aktuelle Reglement zur Berechnung der Bonuspunkte ist seit der Saison 2010 in Verwendung:
Die besten 15 Läufer eines FIS-Rennens erhalten Punkte nach folgendem Schema:
| Platz  | 1  | 2  | 3  | 4  | 5  | 6  | 7 | 8 | 9 | 10 | 11 | 12 | 13 | 14 | 15 |
| Punkte | 25 | 20 | 15 | 13 | 11 | 10 | 9 | 8 | 7 | 6  | 5  | 4  | 3  | 2  | 1  |

Mit diesen Punkten wird eine Rangliste erstellt, aus der die Bonuspunkte, die am Saisonende zu den Weltcuppunkten addiert werden, nach folgender Tabelle ermittelt werden (beginnend mit 200 Punkten für den Läufer mit den meisten Punkten aus FIS-Rennen bis zu einem Punkt für Rang 60):
| Platz          | 1   | 2   | 3   | 4   | 5   | 6   | 7   | 8  | 9  | 10 | 11 | 12 | 13 | 14 | 15 | 16 | 17 | 18 | 19 | 20 | 21 | 22 | 23 | 24 | 25 | 26 | 27 | 28 | 29 | 30 |
| FIS-Cup-Punkte | 200 | 180 | 160 | 140 | 120 | 110 | 100 | 95 | 90 | 85 | 80 | 76 | 72 | 68 | 64 | 61 | 58 | 55 | 52 | 50 | 48 | 46 | 44 | 42 | 40 | 38 | 36 | 34 | 32 | 31 |
| Platz          | 31  | 32  | 33  | 34  | 35  | 36  | 37  | 38 | 39 | 40 | 41 | 42 | 43 | 44 | 45 | 46 | 47 | 48 | 49 | 50 | 51 | 52 | 53 | 54 | 55 | 56 | 57 | 58 | 59 | 60 |
| FIS-Cup-Punkte | 30  | 29  | 28  | 27  | 26  | 25  | 24  | 23 | 22 | 21 | 20 | 19 | 18 | 17 | 16 | 15 | 14 | 13 | 12 | 11 | 10 | 9  | 8  | 7  | 6  | 5  | 4  | 3  | 2  | 1  |

In den Jahren 2008 und 2009 erhielt der bestplatzierte Läufer 300 Bonuspunkte, der Neunzigste noch einen Punkt. Von 2000 bis 2007 wurden die Bonuspunkte auf verschiedene Weise ermittelt.